# Paul J. Smith (réalisateur)
Pour les articles homonymes, voir Paul J. Smith, Paul Smith et Smith.
Paul J. Smith (15 mars 1906 - 17 novembre 1980) était un animateur et réalisateur américain.

## Biographie
Paul J. Smith faisait partie des animateurs des Disney Brothers Studios sur les Alice Comedies dans les années 1920. Son premier crédit est Alice's Auto Race (1927).
Il travailla ensuite pour le studio de Walter Lantz pour la plus grande partie de sa carrière, d'abord comme animateur puis comme réalisateur.
En 1955, il devient le principal réalisateur de la série des courts métrages de Woody Woodpecker laissant de temps en temps ses pairs prendre en charge la réalisation tel que Alex Lovy, Jack Hannah et Sid Marcus.
À la fin des années 1960 il reste le seul réalisateur pour les productions du studio Lantz comme Woody Woodpecker, Chilly Willy et The Beary Family. Il est resté dans le studio au côté de Lantz jusqu'à sa fermeture en 1972.
Smith est décédé le 17 novembre 1980 à Van Nuys en Californie. Il est l'oncle de l'acteur Charles Martin Smith
Il ne doit pas être confondu avec le compositeur Paul J. Smith né la même année qui travailla lui aussi aux studios Disney à partir du milieu des années 1930 sur les musiques des courts et longs métrages.

## Filmographie

### Comme animateur
- 1927 : Alice's Auto Race
- 1927 : Alice's Circus Daze
- 1927 : Alice's Knaughty Knight
- 1927 : Alice's Three Bad Eggs
- 1927 : Alice's Picnic
- 1927 : Alice's Medicine Show
- 1927 : Alice the Whaler
- 1927 : All Wet (film, 1927, Disney)
- 1951 : The Woody Woodpecker Polka
- 1953 : Chilly Willy